# Hermann Josef Krapoll
Hermann Josef Krapoll (* um 1804 in Immerath; † 28. Juni 1877 ebenda) war ein preußischer Bürgermeister und Landrat des Kreises Erkelenz.

## Leben
Der seit 1829 verheiratete Katholik Hermann Josef Krapoll war von 1831 bis 1877 Bürgermeister der Bürgermeisterei Immerath und gehörte 1855 dem preußischen Landtag an. Nach dem Tod des Landrats Gustav Claessen führte er von August 1875 bis zum 30. Oktober 1876 auftragsweise die Amtsgeschäfte des Landrats des Kreises Erkelenz.